# Dreispitz Basel und Münchenstein

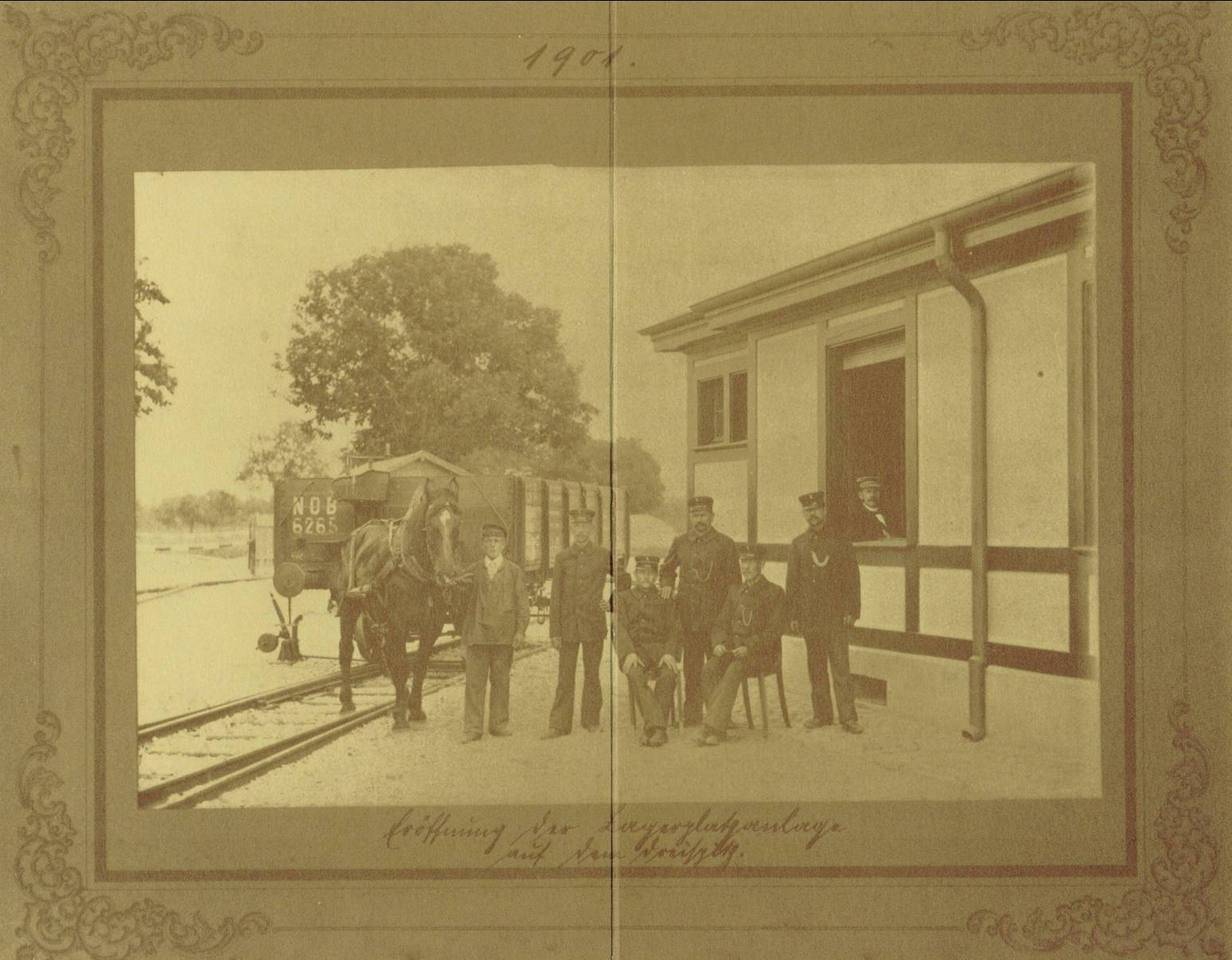
Eröffnung der Lagerplatzanlage auf dem Dreispitz – Foto von 1901. Die Transporte wurden noch mit Pferden durchgeführt, die erste Lokomotive kam 1902. Der Güterwagen trägt das Kürzel der Nordostbahn.

Der Dreispitz (vollständig: Dreispitz Basel und Münchenstein) ist mit rund 50 ha das grösste geschlossene Gewerbe- und Dienstleistungsgebiet Basels mit mehreren hundert niedergelassenen Betrieben. Der im Baurecht genutzte Grund gehört der Christoph Merian Stiftung und liegt je zur Hälfte in den Gemeinden Basel und Münchenstein. Eine öffentliche Entwicklungsplanung, basierend auf einer Studie der Architekten Herzog & de Meuron aus dem Jahr 2002/3, soll das industriell geprägte Areal in den nächsten Jahrzehnten zu einem deutlich urbaneren Teil der Basler Agglomeration wandeln.

## Geschichte
Der Dreispitz, dessen Namen von seinem keilförmigen Umriss herrührt, ist ein ehemaliges Landwirtschaftsgebiet, das der Stiftungsgründer Christoph Merian ab 1840 sukzessive erwarb und seinem Stammsitz Brüglingen anschloss. Als blosses Hofgut betrieben es Merian und seine Stiftung bis 1901, wobei wiederholt Teile des Areals für öffentliche Zwecke abgetreten wurden. Die Umwandlung zu den öffentlichen Materiallagerplätzen auf dem Dreispitz (anfänglich in der Grösse von rund 8 ha) geschah aufgrund der ungenügenden Güterdepots beim Basler Centralbahnhof und der günstigen verkehrstechnischen Lage des Dreispitz. Die Stiftung und der Kanton Basel-Stadt einigten sich 1900 vertraglich auf die Verpachtung des Landes an den Staat und den Betrieb durch die staatliche Dreispitzverwaltung, der 1901 begann.

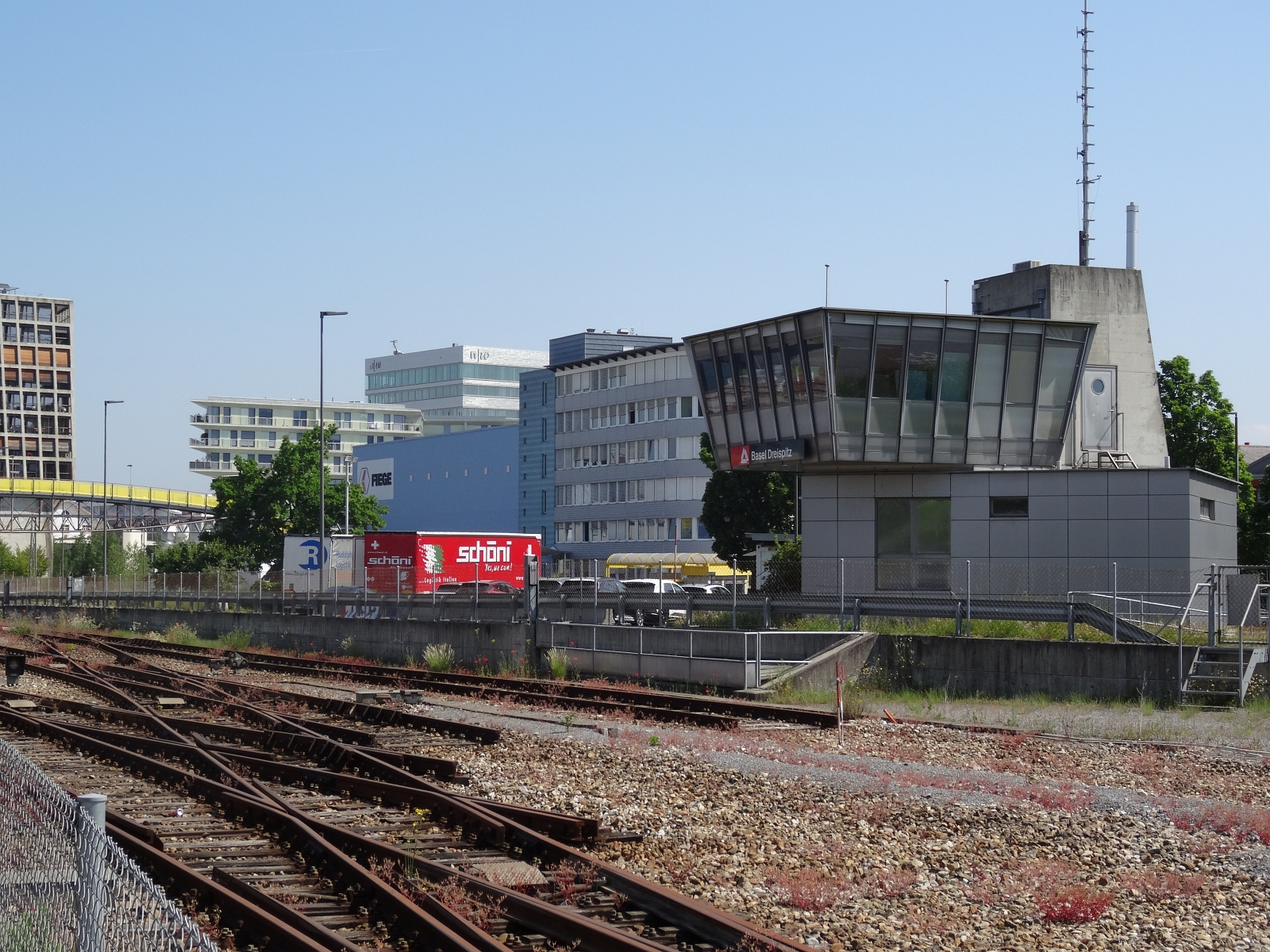
Stellwerk Dreispitz Basel und Münchenstein

Zu den Materiallagerplätzen kam ab 1922 ein Zollfreilager (betrieben von der Basler Freilagergesellschaft), wofür erstmals ein Vertrag in der Form eines Baurechts abgeschlossen wurde. Diese Rechtsform übertrug man 1955 auch auf die Dreispitzverwaltung und löste damit das alte Pachtverhältnis ab. Die Dreispitzverwaltung siedelt seither auf dem Areal weitere Unternehmen im Unterbaurecht an. An die Stelle der reinen Lagerflächen und -gebäude sind mehrere Hundert Produktions- und Dienstleistungsbetriebe mit Schwerpunkt Logistik und internationale Verbindungen getreten. (Die nach Handelsstädten wie Frankfurt, Rotterdam oder Genua benannten Strassen des Dreispitz weisen darauf hin.) Die gewachsene Bedeutung des Areals äussert sich auch in einer eigenen Station der Basler S-Bahn. 2005 sind der Kanton Basel-Stadt und die Christoph Merian Stiftung übereingekommen, den laufenden Baurechtsvertrag vorzeitig aufzulösen. Die Stiftung, die auch schon die Aktien der Freilagergesellschaft erworben hat, hat 2008 die Dreispitzverwaltung übernommen.

## Güterbahn Dreispitz

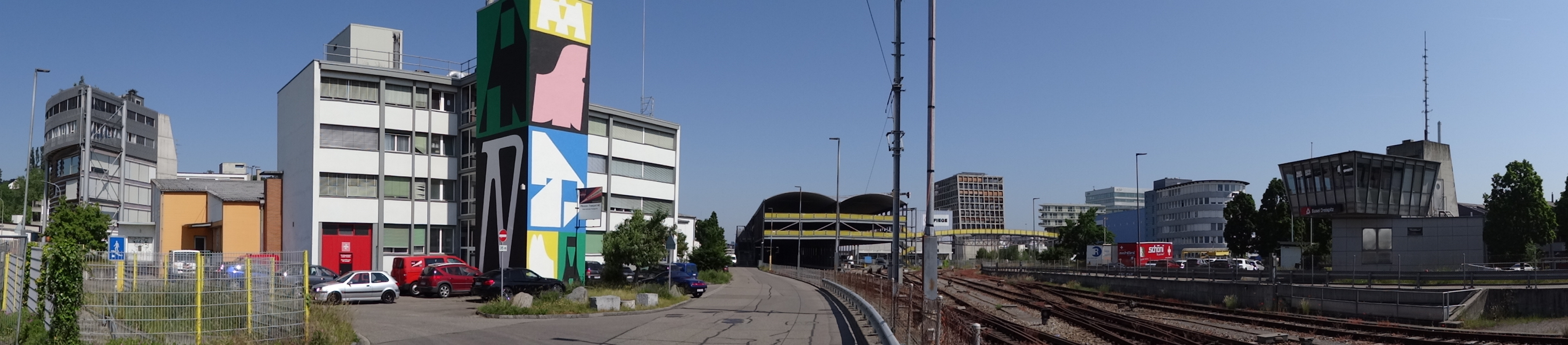
Dreispitz Basel und Münchenstein

Mit Anschluss an das Schienennetz der Schweizerischen Bundesbahnen wurde am 1. April 1901 durch die beiden Kantone Basel-Stadt und Basel-Landschaft ein Rohmaterialbahnhof auf dem Areal in Betrieb genommen, welcher von den Kantonen mit eigenen Lokomotiven betrieben wurde. Immer mehr Unternehmen aus Logistik, Handel und Industrie haben den Standortvorteil einer guten Bahnerschliessung erkannt und ihr Unternehmen auf dem Dreispitz angesiedelt. Um der wachsenden Nachfrage im Schienengüterverkehr Rechnung zu tragen, wurde die gesamte Anlage modernisiert und am 17. Januar 1994 neu in Betrieb genommen. Dank dem direkten Zugang vom Ruchfeld über den 150 Meter langen Schwertraintunnel konnte der Güterverkehr effizient und kundengerecht abgewickelt werden.
Die Güterbahn Dreispitz umfasste 14,942 Gleiskilometer mit 87 Weichen. Der Betrieb wurde mit einem zentralen Stellwerk vom Typ Domino 67 gesteuert. Mit drei täglichen direkten Güterzugsverbindungen zum Rangierbahnhof Basel erfolgte die Zu- und Ableitung der Güterwagen, welche auf dem Areal mit zwei modernen Rangiertraktoren vom Typ Tm 237 feinverteilt wurden. Von 2012 bis 2016 war Railgate AG für den Bahnbetrieb verantwortlich.
2016 wurde der Betrieb der Güterbahn eingestellt, nachdem der Verkehr stark abgenommen hatte. Die Migros hat indes ihr Anschlussgleis noch bis Ende Juni 2021 beibehalten.
| Baureihe                                                                               | Baureihe         | Hersteller       | Baujahr          | Herkunft         | Stückzahl        | Stückzahl        | Ausrangiert                       | Bemerkungen                                             |
| Serie                                                                                  | Nummern          | Hersteller       | Baujahr          | Herkunft         | total            | heute            | Ausrangiert                       | Bemerkungen                                             |
| Dampflokomotiven                                                                       | Dampflokomotiven | Dampflokomotiven | Dampflokomotiven | Dampflokomotiven | Dampflokomotiven | Dampflokomotiven | Dampflokomotiven                  | Dampflokomotiven                                        |
| -------------------------------------------------------------------------------------- | ---------------- | ---------------- | ---------------- | ---------------- | ---------------- | ---------------- | --------------------------------- | ------------------------------------------------------- |
| E 2/2                                                                                  | 1                | SLM              | 1902             |                  | 2                | 0                | 1926                              | an Schweizerhalle verkauft                              |
| E 2/2                                                                                  | 2                | SLM              | 1917             | 1930             | 2                | 0                | an Papierfabrik Biberist verkauft |                                                         |
| E 3/3                                                                                  | 3                | SLM              | 1873             | SBB (1924)       | (Üb)02           | 0                | 1948                              | ex SCB E 3/3 82, ex SBB E 3/3 8581                      |
| E 3/3                                                                                  | 4                | SLM              | 1873             | SBB (1924)       | (Üb)02           | 0                | 1960                              | ex SCB E 3/3 87, ex SBB E 3/3 8586                      |
| E 3/3                                                                                  | 5                | SACM             | 1886             | RPB (1929)       | (Üb)01           | 0                | 1948                              | ex PV E 3/3 201 «Le Risoux»; ex RPB E 3/3 751 «Allaine» |
| Ed 3/4                                                                                 | 6                | SLM              | 1907             | SMB (1934)       | (Üb)01           | 0                | 1945                              | ex SMB Ed 3/4 1; an Lonza (Visp) verkauft               |
| E 3/3                                                                                  | 7                | SLM              | 1900             | GTB (1943)       | (Üb)02           | 0                | 1966                              | ex GTB E 3/3 2                                          |
| E 3/3                                                                                  | 8                | SLM              | 1900             | GTB (1945)       | (Üb)02           | 0                | 1966                              | ex GTB E 3/3 1                                          |
| E 3/3                                                                                  | 9                | SLM              | 1894             | SBB (1948)       | (Üb)01           | 0                | 1962                              | ex NOB E 3/3 257; ex SBB E 3/3 8555                     |
| Rangiertraktoren                                                                       |                  |                  |                  |                  |                  |                  |                                   |                                                         |
| TmIII                                                                                  | 10               | SLM/BBC          | 1962             |                  | 4                | 0                | 1998                              | an CJ verkauft                                          |
| TmIII                                                                                  | 11               | SLM/BBC          | 1962             | 1999             | 4                | 0                | an Stadler verkauft               |                                                         |
| TmIII                                                                                  | 12–13            | SLM/BBC          | 1966             | 2006             | 4                | 0                | an Stauffer verkauft              |                                                         |
| Tm 237                                                                                 | 860              | STAG             | 1998             |                  | 2                | 0                | 2017                              | an Migros Aare (GMA) verkauft                           |
| Tm 237                                                                                 | 869              | STAG             | 2003             | 2021             | 2                | 0                | Bedienung Migros Basel (GMB)      |                                                         |
| Üb = Übernahme aus fremden Bestand (Gebrauchtfahrzeug); Um = Umbau aus eigenem Bestand |                  |                  |                  |                  |                  |                  |                                   |                                                         |

## Entwicklungsplanung

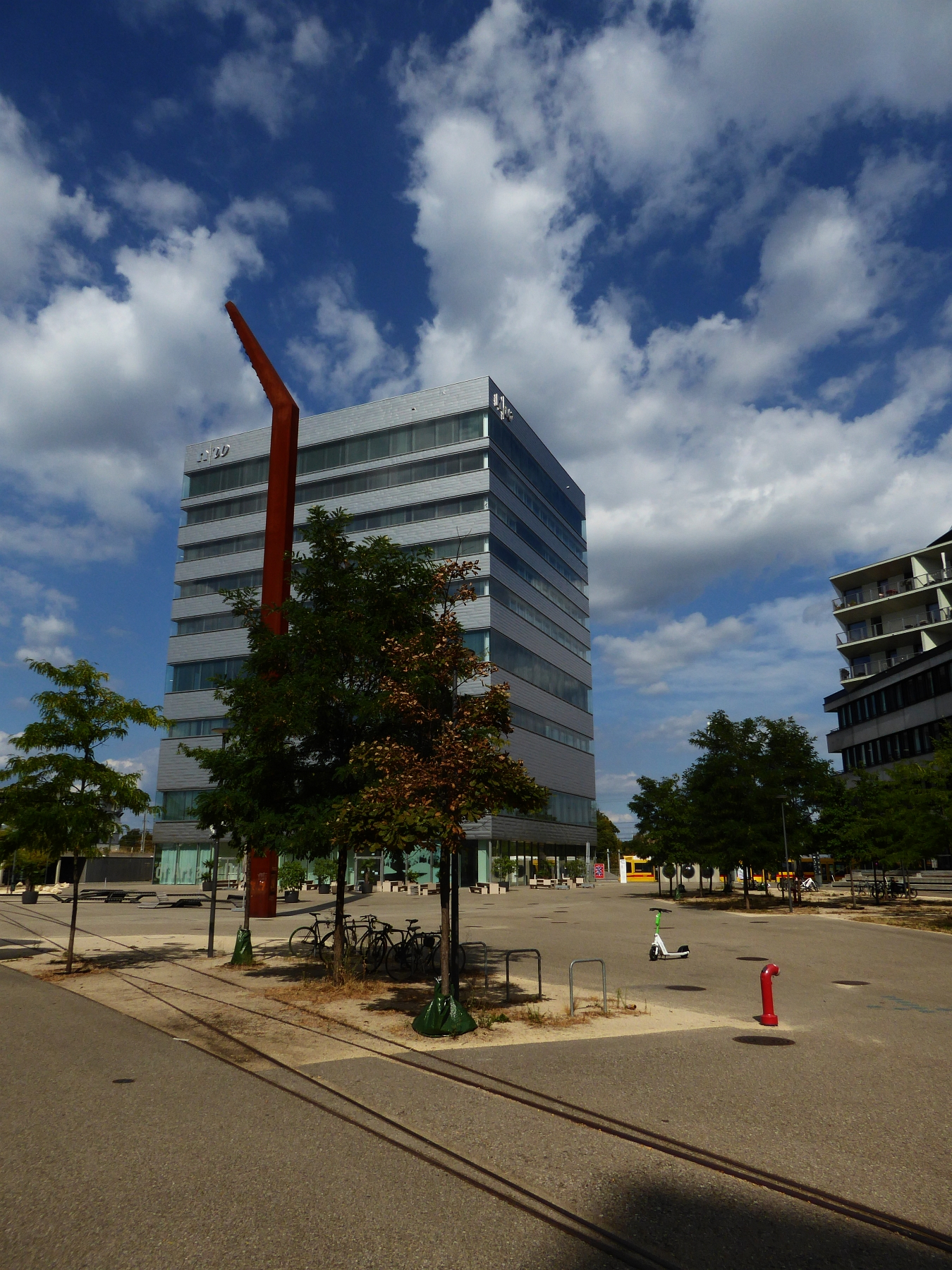
Hochschule für Gestaltung und Kunst FHNW (HGK FHNW), Dreispitz, Basel

Die Betriebsansiedlung im Dreispitz verlief seit 1901 weitgehend ohne übergeordnete Zielsetzungen und entzog den Dreispitz zudem der Basler Stadtentwicklung. 2002 präsentierten die öffentliche Hand und die Stiftung eine Studie des Architekturbüros Herzog & de Meuron über mittel- und langfristige Perspektiven des Areals. Diese Vision ist 2003 in eine Machbarkeitsstudie und 2006 in einen Richtplan überführt worden. Ziel ist es, das Areal als neues Entwicklungsgebiet der Region Basel aufzuwerten und mit stärker urbanem Charakter für die Stadt und die Agglomeration zu öffnen. Geplant sind dabei die Fortführung der bisherigen gewerblich-industriellen Nutzung unter Ergänzung durch Wohnhäuser und Bildungs- und Kultureinrichtungen. Die Fachhochschule Nordwestschweiz (HGK, vom Architekturbüro Morger Partner) hat ihre Hochschule für Gestaltung und Kunst, die bislang auf mehrere Standorte verteilt war, im Quartier «Kunstfreilager» innerhalb des Dreispitz konzentriert. Die Bezeichnung «Kunstfreilager» bezieht sich dabei auf die frühere Nutzung des Geländes als Zollfreilager wie auch auf die neu angesiedelten Einrichtungen im kreativwirtschaftlichen Bereich (Archivgebäude der Architekten Herzog & de Meuron, HGK, Galerien, Künstlerateliers, Haus für elektronische Künste Basel samt dem Medienfestival «Shift»).